# ساعت مشکی
ساعت مشکی (به انگلیسی: The Black Watch) فیلمی در ژانر حماسی به کارگردانی جان فورد است. از بازیگران آن می توان به و ویکتور مک‌لاگلن، میرنا لوی و دیوید تورنس اشاره کرد. این فیلم اولین فیلم صدادار جان فورد است.